# 1662
Cette page concerne l'année 1662  du calendrier grégorien.
L'année 1662 est une année commune qui commence un dimanche.

## Événements
- 15 janvier, Inde : les néerlandais prennent Cranganore aux Portugais[1].
- 22 janvier, Ava : le roi birman Pye Min livre Yongli, le dernier empereur de la dynastie des Ming du sud réfugié en Birmanie, au général chinois Wu Sangui qui a envahi le pays[2].
- 30 janvier : les Portugais cèdent aux Anglais la ville de Tanger, au Maroc[3] (fin en 1683).
- 1er février : le pirate Koxinga s'empare de l'île de Taïwan (qui s'appelle à l'époque Formose) après neuf mois de siège de la forteresse de  Zeelandia et en chasse les Hollandais[4].

- Mars : l'empereur de Chine Kangxi, pour libérer l'empire des mouvements anti-Qing, ordonne le « Grand dégagement », déplacement forcé vers l’intérieur des terres des populations des côtes du Sud-Est où le parti des Ming est encore puissant[5].

- 11 juin : au Yunnan, Wu Sangui étrangle personnellement Yongli, dernier empereur de la dynastie des Ming du sud[2].
- 2 juillet (ou le 23 juin[6]) : mort de Koxinga alors qu’il songeait à s’emparer de Manille. Son fils lui succède jusqu’en 1681[4].
- 20 août : André Akhijan devient le premier primat de l'Église catholique syriaque[7]. Union à l'Église catholique romaine l'Église catholique syriaque.
- 10 septembre : Grand martyre de Nagasaki, exécution de 52 chrétiens à Nagasaki.
- 14 décembre : loi sur l'esclavage en Virginie, qui déclare que tous les enfants nés dans le pays sont libres ou esclaves selon la condition de la mère[8].

### Europe
- 23 janvier : le prince de Transylvanie Jean Kemény est tué à la bataille de Nagyszőlős contre les Ottomans qui imposent Michel Apafi[9].

- 10-13 mars : procès des sorcières de Bury St. Edmunds[10].

- 23 avril : autodafé à Llerena, en Espagne[11].

- 19 mai : le roi Charles II d'Angleterre signe l'Act of Uniformity. Rétablissement de l’uniformité religieuse et épuration du clergé anglican[12].
- 21 mai : Charles II d'Angleterre épouse Catherine de Bragance[13].
- 23-30 mai[14] : un Acte d’Établissement confirme la propriété des terres en Irlande à leur niveau de 1654[15].

- 4 août, Russie : début de la révolte du cuivre à Moscou, série d’émeutes dues à la crise monétaire[16]. 7000 personnes sont tuées à Moscou lors de la répression. En province, les troubles agraires se multiplient. Une partie de l’armée, sous les ordres de Kropotkine, se joint aux insurgés. De nombreux paysans asservis fuient vers le Don, la Volga et la Sibérie[17].
- 14 août : banqueroute en Espagne[18].

- Act of Frauds sur l’immatriculation des navires en Angleterre. Tout navire bâti à l'étranger et non enregistré est réputé étranger à partir du 1er octobre[19].

#### France
- 7 janvier : guérison miraculeuse à Port-Royal de la sœur Catherine de Sainte-Suzanne, fille de Philippe de Champaigne[20].
- 2 février - 7 avril : Bossuet prêche le Carême du Louvre devant le roi et la Cour[21].
- 13 février : Retz est contraint de donner sa démission d’archevêque de Paris. Pierre de Marca est nommé à sa place le 25 février[22].
- 24 février : François Le Tellier, marquis de Louvois, devient secrétaire d’État à la guerre[23].
- 18 mars : un système de transport en commun, les carrosses à cinq sols, est élaboré à Paris[24].
- 24 mars : « Audience des excuses d’Espagne » à la suite de la rixe du 10 octobre 1661 à Londres[25].
- 27 avril : traité de Paris pour une alliance temporaire avec les Provinces-Unies. Louis XIV espère avoir ainsi les mains libres aux Pays-Bas espagnols[26].
- 5-6 juin : Carrousel près du Louvre pour célébrer la naissance du dauphin Louis. Le roi s’attribue l’image du Soleil[27].
- 6 juin : Colbert acquiert pour le compte du roi « une grande maison sise au faubourg Saint-Marcel lès Paris au bout de la rue Mouffetard, vulgairement appelée les Gobelins »[28]. Il y encourage la création d'une manufacture (décor mobilier), puis en 1664 de celle de Beauvais.
- 12 juin : généralisation des hôpitaux généraux[29].

- 4-11 juillet : répression de la Révolte des Lustucru qui a éclaté à la suite de la suppression des franchises dans le Boulonnais (19 mai 1661)[30].

- Juillet : le prix du setier de froment dépasse 40 livres[31]. Les cours atteignent des chiffres records en province (famine de l’avènement).
- 20 août : affaire de la garde corse. Incident à Rome entre la suite de l’ambassadeur de France, Créqui, et la garde corse du pape[32]. Début de l’affaire des franchises. Le pape veut supprimer les franchises des ambassades à Rome pour assurer sans entrave l’œuvre de combat contre le banditisme. Le roi de France y voit une atteinte à son prestige. Renouvelée en 1687, après la mort du duc d'Estrées, elle ne se termine qu'en 1693 sous le pontificat d'Innocent XII[33].
- 27 octobre : achat de Dunkerque et de Mardyck pour 400 000 £ à Charles II d'Angleterre[34].

## Naissances en 1662
- 1er janvier : Pierre Gobert, peintre français († 13 février 1744).
- 26 mars : Marie Louise d'Orléans, la petite Mademoiselle, fille de Monsieur, frère de Louis XIV, et de Henriette d'Angleterre, reine consort d'Espagne († 12 février 1689).
- 12 mai : Jan Frans van Bloemen, peintre flamand († 13 juin 1749).
- 3 juin : Willem van Mieris, peintre hollandais († 26 janvier 1747).

- Date précise inconnue :
  - Joseph Christophe, peintre de genre et d'histoire français († 29 mars 1748).
  - Antoine Dieu, peintre et marchand de tableaux français († 12 avril 1727).
  - Elisabetta Lazzarini, peintre italienne († 1729).
  - Michiel Maddersteg, peintre de marine néerlandais († 1709).
  - Angiola Teresa Moratori Scanabecchi, compositrice et peintre italienne († 19 avril 1708).
  - Domenico Maria Muratori, peintre italien († 1744).
  - Pierre Bisaillon, explorateur français († 18 juillet 1742).
- Vers 1662 :
  - Giovanni Lorenzo Lulier, compositeur, violoncelliste et tromboniste italien († 29 mars 1700).
  - John Shore, trompettiste et luthiste anglais, inventeur du diapason († 1752).

## Décès en 1662
- 4 janvier : Henri de Saint-Nectaire, général et diplomate français (° 1573).
- 6 février : Lambert Closse, militaire et marchand d'origine française tué à Montréal par les Iroquois (° 1618).
- 8 mars : Anthonie Jansz. van der Croos, peintre néerlandais (° 31 juillet 1606).
- 12 mars : Anne de Lévis de Ventadour, archevêque de Bourges.
- 2 avril : Jean Sobiepan Zamoyski, militaire polonais (° 1627).
- 17 avril : Antonio Santini, astronome et mathématicien italien (° 1577).
- 30 mai : François Le Métel de Boisrobert, poète et dramaturge français.
- 8 juin : Jean-Louis de Bertier, ecclésiastique français (° 1578).
- 29 juin : Philippe-Emmanuel de Gondi, comte de Joigny.
- 2 juillet : Koxinga, pirate et général chinois (° 1624).
- 10 juillet : Jan Jansz van de Velde III, peintre néerlandais (° 1620).
- 14 juillet : Horacio Carochi, prêtre jésuite italien (° vers 1579).
- 19 août : Blaise Pascal, mathématicien, philosophe et écrivain français (° 19 juin 1623).
- 1er septembre : Claude Le Petit, avocat et poète français, étranglé puis brûlé à Paris (° 1638 ou 1639).
- 12 novembre : Adriaen Pietersz van de Venne, peintre, graveur et poète néerlandais (° 1589).
- 5 décembre : Isidoro Bianchi, peintre baroque italien (° 20 juillet 1581).

- Date précise inconnue :
  - Maximilien de Hovyne, carme déchaux, théologien et poète latin.
  - Lobsang Chökyi Gyaltsen, 4e panchen-lama (° 1570).
  - Louis de Neufgermain, poète français (° 1574).
  - Pierre de Saint-Joseph, moine cistercien, philosophe et théologien français (° 1594).
  - Antonio Santini, astronome et mathématicien italien (° 1577).